# Jardim Fialho de Almeida
O Jardim Fialho de Almeida é um jardim em Lisboa, conhecido pelos lisboetas como Jardim da Praça das Flores. Localiza-se na freguesia da Misericórdia, antiga freguesia das Mercês e possui uma área de 1458 m². Possui algumas espécies arbóreas (plátanos,  tílias, magnólias, uma paineira, entre outras) e um lago ao centro. Pensa-se que terá sido doado pelo escritor Fialho de Almeida, à cidade de Lisboa, adquirindo assim o seu nome.